# Perdita falcata
Perdita falcata är en biart som beskrevs av Timberlake 1964. Perdita falcata ingår i släktet Perdita och familjen grävbin. Inga underarter finns listade i Catalogue of Life.